# Journée nationale d'hommage aux victimes du terrorisme
La journée nationale d’hommage aux victimes du terrorisme est, en France, une journée nationale créée en novembre 2019 pour rendre hommage chaque 11 mars aux victimes du terrorisme. Elle se tient pour la première fois en 2020. 

## Histoire
La journée nationale est instituée par le décret du 7 novembre 2019.
Le 11 mars est choisi pour que la journée française coïncide avec la Journée européenne des victimes du terrorisme, dont la date a été fixée en référence aux attentats de Madrid de 2004, les plus meurtriers en Europe depuis 1988 avec 191 morts. La création de cette journée fait également suite à une vague d'attentats djihadistes qui a frappé la France à partir de 2012, causant plusieurs centaines de morts.

## Première célébration en2020
Le 11 mars 2020, le président de la République, Emmanuel Macron, préside place du Trocadéro, à Paris, la première Journée nationale aux côtés du roi d'Espagne, Felipe VI, du Premier ministre, Édouard Philippe, et du commissaire européen à la Justice, Didier Reynders. La cérémonie devrait se tenir chaque année dans une ville différente.